# 버펄로 (미네소타주)

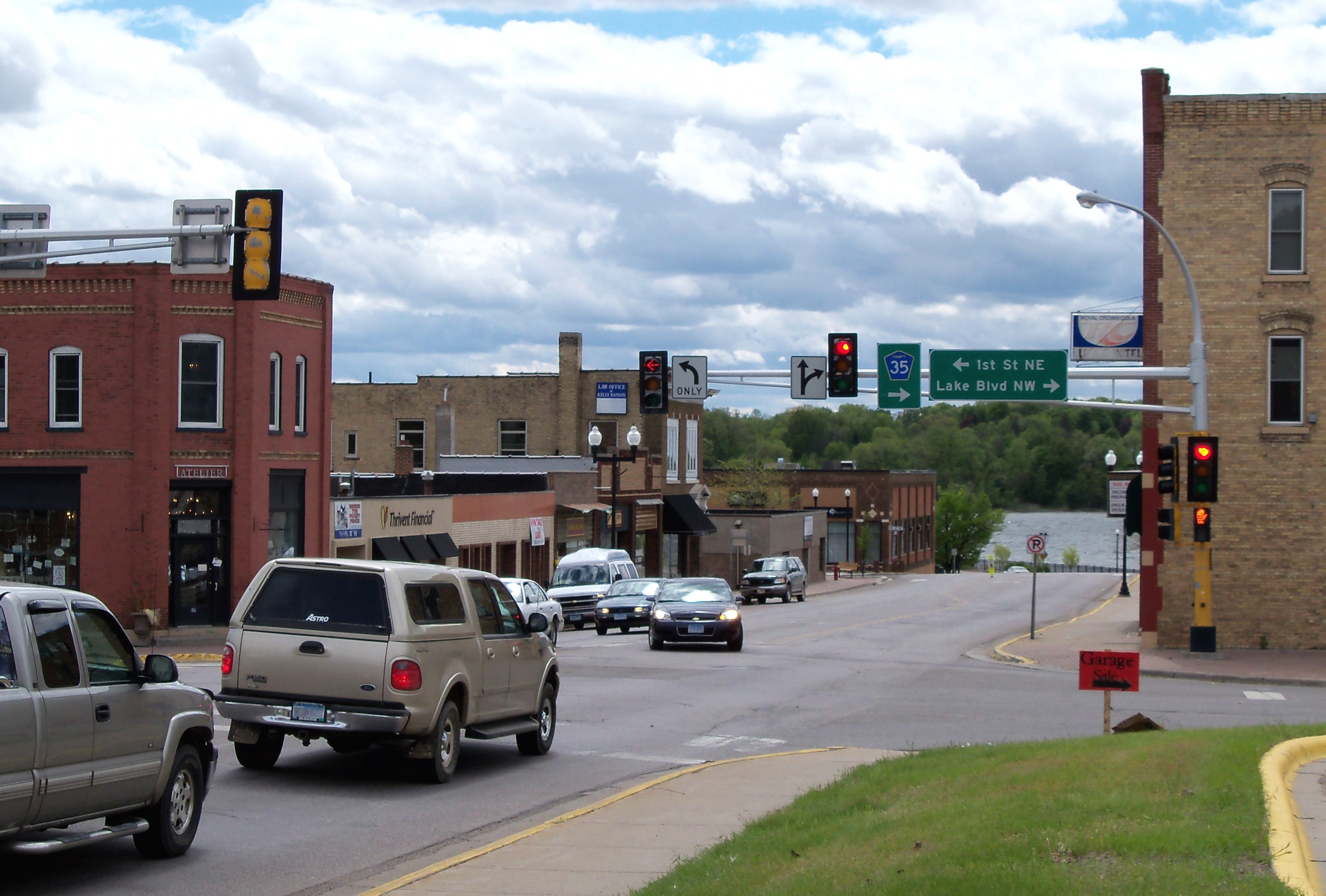

버펄로(Buffalo)는 미국의 주 미네소타주의 도시이자 라이트군의 군청 소재지이다. 미니애폴리스-세인트폴 메트로폴리턴 에어리어 내에 위치한다. 버펄로레이크 미니애폴리스에서 북서쪽으로 약 42마일 떨어진 곳에 위치해 있다. 2010년 미국 인구 조사 기준으로 버펄로의 인구 수는 15,453명이다. 2019년 추산치는 18,042명이다.

## 인구
| 인구조사              | 인구   | Note | %±     |
| --------------------- | ------ | ---- | ------ |
| 1880년                | 143    |      | —      |
| 1890년                | 606    |      | 323.8% |
| 1900년                | 1,040  |      | 71.6%  |
| 1910년                | 1,227  |      | 18.0%  |
| 1920년                | 1,438  |      | 17.2%  |
| 1930년                | 1,409  |      | −2.0%  |
| 1940년                | 1,695  |      | 20.3%  |
| 1950년                | 1,914  |      | 12.9%  |
| 1960년                | 2,322  |      | 21.3%  |
| 1970년                | 3,275  |      | 41.0%  |
| 1980년                | 4,560  |      | 39.2%  |
| 1990년                | 6,856  |      | 50.4%  |
| 2000년                | 10,097 |      | 47.3%  |
| 2010년                | 15,453 |      | 53.0%  |
| 2020년                | 16,168 |      | 4.6%   |
| U.S. Decennial Census |        |      |        |